# Площадь Максима Горького (Каменск-Уральский)
Площадь Горького — площадь в Красногорском районе города Каменска-Уральского. Находится на пересечении улиц Алюминиевой, Каменской и Бугарева. Названа в честь писателя Максима Горького в 1971 году.
В центре площади устроен сквер и фонтан.
Одноимённая остановка.
Площадь расположена в восточной части Красногорского района города Каменска-Уральского. Имеет форму вытянутого прямоугольника, углы которого ориентированы по сторонам света. Западный и восточный углы являются продолжением улицы Каменской, северный угол является началом улицы Бугарева, а южный угол — продолжением улицы Алюминиевой.
До начала 1930-х годов на этой территории существовала деревня Красная горка. В конце 1920-х — начале 1930-х годов советскими геологами были найдены уральские бокситы. И после утверждения строительной площадки в 1933 году вблизи деревни Красная горка началось возведение алюминиевого комбината. Около завода начали возводить жилье для строителей и рабочих. В 1934 году был выполнен «Генеральный план Уральского алюминиевого комбината» с прилегающим к нему рабочим посёлком на 20 000 жителей. По проекту территория разделена на две зоны: промышленную в южной части и жилую — в северной. Объединяет их улица Алюминиевая.
План района основан на радиальной, лучевой и прямоугольной сетках. Такую конфигурацию будущей застройки определили: криволинейные берега реки Исеть и уже существующие шоссейные дороги и железнодорожная колея. Направление основных улиц было намечено: Алюминиевой, Бугарева, Каменской, Жуковского, Октябрьской, Уральской, Исетской, Строителей. Центральное ядро — главная площадь (с 1971 года — площадь Горького), ее пересекают все основные улицы.

## Фонтан
В 1958 году в центре площади был возведён римский фонтана в античной стилистике. Он представляет собой трехъярусный столб с четырьмя чашами. Оформлением первоначального варианта фонтана занималась лепная мастерская при строительном тресте УАЗа под руководством Виктора Николаевича Артимоновича (1913—1974 г.г.). Много лет фонтан не работал, в 2019 году началась его реконструкция. Старый фонтан убрали и на его месте установили точную копию.